# 제38회 모스크바 국제 영화제
제38회 모스크바 국제 영화제는 2016년 6월 23일에 열린 시상식이다.

## 수상 및 후보

### 대상
- 더 도터 - 레자 미르카리미 수상

### 심사위원특별상(실버)
- 더 싱잉 슈즈 - 라도슬라프 스파쇼프 수상

### 여우주연상
- 미성년 범죄 집단 - 테리 말바 수상

### 남우주연상
- 더 도터 - 파르하드 아슬라니 수상

### 감독상
- 37 - 퍽 그라스텐 수상

### 베스트 다큐멘터리상
- 마담 B - 윤재호 수상

### 베스트 단편영화상
- 셀파이드 - 니콜 브렌딩 수상

### 월드시네마 공로상
- 카를로스 사우라 수상
- 스티븐 프리어즈 수상
- 세르게이 솔로비요브 수상

### 스타니슬라프스키 공로상
- 마리나 네요로바 수상

### 공식 단편영화
- 어 쇼트 필름 어바웃 웡 카 와이 - 오메르 카포글루
- 더 배쓰튜브 - 팀 엘리치
- 코트 체크 레이디 - 예카테리나 골루베바-폴디
- LIFE IS DRAMA
- 피터 패더 고즈 마이 하트 - 크리스토프 라이너
- 슈팅 언 엘리펀트 - 주안 파블로 로시
- 텐 미터 타워 - 악셀 다니엘슨

### 다큐멘터리 부문
- 24 스노우 - 미카일 바리닌
- 둠드 뷰티 - 야쿱 헤이나
- 매그너스 - 벤자민 리
- 마담 B - 윤재호
- 더 스페이스 인 비트윈: 마리나 아브라모빅 앤 브라질 - 마르코 델 피올
- 22 - 궈커
- 웨이너 - 조시 크리그먼
- 유 리브, 아윌 스테이 - 하드지-알렉산더 쥬로빅

### 경쟁부문
- 37 - 퍽 그라스텐
- 음모 - 데이빗 그리코
- 더 익센트릭스. 온 더 써니 사이드 오브 더 스트릿 - 자뉴즈 마즈스키
- 마리에 앤 더 미스핏츠 - 세바스티앙 베베데르
- 더 몽크 앤 더 데몬 - 니콜라이 도스탈
- 더 도터 - 레자 미르카리미
- 더 사운드 오브 띵스 - 아리엘 에스칼란테
- 오블리비어스 메모리 - 루이 구에라
- Center of my World - Jacob M. Erwa
- 헤이즈 - 랄스턴 호베르
- 트레인 드라이버스 다이어리 - 밀로스 라도빅
- 최악의 하루 - 김종관
- The Nest of the Turtledove - 타라스 트카첸코
- 더 싱잉 슈즈 - 라도슬라프 스파쇼프

### 단편경쟁
- BRUTUS - KONSTANTIN FAM
- EVERY 88 - DARYA LEBEDEVA
- FOURTH - DARYA LEBEDEVA
- HAPPY PARADISE - TATIANA FEDOROVSKAYA
- HELLO, I’M A PRODUCER OF WOODY ALLEN! - NICOLA DEORSOLA
- JESUS - WIMERF
- KRYO - CHRISTOPH HEIMER
- LOVE EXISTS - TAMILLA SLICHENKO
- 셀파이드 - 니콜 브렌딩
- SORRY DAY - 배기원
- THE CALL - ETHAN JAHAN
- THE DAY TO CHOOSE - LEON LEE
- THE FINE LINE - DANA LERER
- THOUGHTS ABOUT LOVE - 자니 일로마키

### 특별상영
- 캡틴 판타스틱 - 맷 로스
- 검은 눈동자 - 니키타 미할코프
- 데드락 - 하루튠 하차트리안
- 지니어스 - 마이클 그랜디지
- 고스트버스터즈 - 이반 라이트만
- 고스트버스터즈 2 - 이반 라이트만
- 아이보리.A 크라임 스토리 - 세르게이 야스트르즈겐브스크와이
- 잔느 딜망 - 샹탈 애커만
- 무하메드: 더 메신져 오브 갓 - 마지드 마지디
- 스위스 아미 맨 - 다니엘 콴
- 테리 앤 토리 - 알렉산드르 아미로브
- 약속의 땅 - 안제이 바이다
- 더 프로페시 - 부옹 덕
- 더 퀸 - 스티븐 프리어즈

### 러시아의 발자취
- AZ ITT ELO LELKEK NAGY RESZE - IVAN BUHAROV
- 엑소더스 투 상하이 - 안소니 힉콕스
- 레나러브 - 플로리안 가크
- 나샤 나타샤 - 마틴 사스트르
- 더 매그니스키 액트 - 비하인드 더 씬 - 안드레이 네크라소브

### 8 ½ 필름스
- 11분 - 예르지 스콜리모프스키
- 바칼로레아 - 크리스티안 문주
- 그레이터 띵스 - 바히드 하킴자데흐
- 마이 빅 나이트 - 알렉스 드 라 이글레시아
- 페리클스 더 블랙 - 스테파노 모디니
- 파이썬 앤 가드 - 안톤 디아코프
- 시에라네바다 - 크리스티 푸이유
- 티쿤 - 아비샤이 시반
- 토니 어드만 - 마렌 아데

### 성,음식,문화,영광 부문
- 28:94 LOCAL TIME - DAVID SAFARIAN
- 어 룰라바이 투 더 소로우풀 미스터리 - 라브 디아스
- 에바 더즌트 슬립 - 파블로 아구에로
- 하나와 미소시루 - 아쿠네 토모아키
- 키키, 러브 투 러브 - 파코 레온
- PORN TO BE FREE - CARMINE AMOROSO
- SEXXX - 다비데 페라리오
- 리스터 버티칼 - 알랭 기로디

### 러시안 씨네마
- EMPTHY SPACE
- FOMA GORDEEV - Mark Donskoy
- 행복 - 알렉산더 메드베드킨
- 소이 쿠바 - 미하일 칼라토조프
- 쓰리 송즈 어바웃 레닌 - 지가 베르토프
- KINOPRAVDA no.21 - 지가 베르토프
- LOVE AND LIES - Ilya Frez
- 카메라를 든 사나이 - 지가 베르토프
- MOSCOW STRIKES BACK - Ilya Kopalin 외 1명
- 플라네타 부르그 - 파벨 클루샨체프
- 솔라리스 - 안드레이 타르코프스키
- 이야기 속의 이야기 - 유리 노르슈테인
- 여우와 토끼 - 유리 노르슈테인
- 백로와 학 - 유리 노르슈테인
- 안개에 싸인 고슴도치 - 유리 노르슈테인

### 자유생각.다큐멘터리 시네마 프로그램
- 어 패밀리 어페어 - 톰 파사트
- 비혜마수 - 자오량
- 브라더스 - 보이체흐 스타론
- 브라더스 - 아슬레우 홀름
- 인 림보 - 앙투안 비비아니
- 짐: 더 제임스 폴리 스토리 - 브라이언 오크스
- 소니타 - 로크사레 가엠 마가미
- 투모로우(영어판) - 시릴 디옹 외 1명
- 다음 침공은 어디? - 마이클 무어

### 미싱 픽쳐스
- 크로스커런트 - 차오 양
- 엔들리스 포에트리 - 알레한드로 조도로프스키
- 엔터테인먼트 - 릭 알버슨
- 헬무트 베르거, 액터 - 안드레아 호바스
- 러브 머신 - 파벨 루미노브
- 파리스 05:59 - 올리비에 뒤카스텔 외 1명
- 디 엔드 - 귀욤 니클로스

### 회고전
- 아르헨티나 - 카를로스 사우라
- 플라멩코, 플라멩코 - 카를로스 사우라
- 돈 조반니 - 카를로스 사우라
- 탱고 - 카를로스 사우라
- 차밋소즈 쉐도우 - 울리케 오팅거
- 이미지 오브 도리언 그레이 인 더 옐로우 프레스 - 울리케 오팅거
- 프릭 올란도 - 울리케 오팅거
- 잔 다르크 오브 몽골리아 - 울리케 오팅거
- 포어트러트 오브 어 피메일 드렁커드. 티켓 오브 노 리턴 - 울리케 오팅거
- 언더 스노우 - 울리케 오팅거
- 왕의 남자 - 이준익
- 소원 - 이준익
- 즐거운 인생 - 이준익
- 사도 - 이준익
- 동주 - 이준익
- 음악가들 - 미하일 코바키드제
- 엄브렐라 - 미하일 코바키드제
- 결혼 - 미하일 코바키드제

### 스펙트럼
- 어 상하이 브라이드 - 마우로 안드리지
- 익사일 - 데이비스 시메니스
- 마인드사이트 - 타티아나 보로넷츠카야
- 맘 앤 아더 루니스 인 더 패밀리 - 이볼야 페테케
- 더 카운드 인 오렌지 - 브라다 센코바
- 더 모던 프로젝트 - 안톤 칼롯
- THE PARK - 다미앙 마니벨
- THE PATH TO MOTHER - 아칸 사타예브

### 디스커버리: 시네마 오브 더 터뷰렌트 아랍 이스트
- BILAL: A NEW BREED OF HERO - AYMAN JAMAL 외 1명
- 클라쉬 - 모하메드 디아브
- EARTH'S HEAVEN - SAMEER ARIF
- 헤디 - 모하메드 벤 아티아
- 나는 열 살의 이혼녀 - 카디자 알살라미
- MIMOSAS - 올리버 라세
- 디 어택 - 지아드 두에리

### 유러피안 유포리아
- 어 굿 와이프 - 미르야나 카라노비치
- 파두 - 요나스 로틀랜더
- 파이어 앳 시 - 잔프란코 로시
- 언노운 걸 - 뤽 다르덴 외 1명
- 욕망의 파나마 - 파블레 뷰코비치
- 슬랙 베이 - 브루노 뒤몽
- 선탠 - 아르기리스 파파디미트로풀로스

### 더 타임 오브 우먼
- 매기스 플랜 - 레베카 밀러
- 아쏠로 - 로라 모란테
- 댓 트립 뒤 툭 위드 대드 - 안카 미루나 라자레스쿠
- 더 루어 - 아그네즈카 스모친스카
- 화이트 걸 - 엘리자베스 우드

### 네덜란드 플러스
- 더미 드 무미 - 핌 반 호브
- 역사의 미래 - 피오나 탄
- 제로니무스 보슈, 터치드 바이 더 데빌 - 피에터 반 후이스티
- 러브 & 프랜드쉽 - 위트 스틸먼
- 맘말 - 레베카 댈리
- MH17: THE NATION'S GRIEF - 미쉘 판 엘프
- 프로블런스키 호텔 - 마누 리셰
- SKETCHES OF SIBERIA - BEN VAN LIESHOUT

### The Xi'n Film Studio. Pages of History
- A TIBETAN LOVE SONG - 장 핑
- 낭재대문창산가 - 장밍
- 노스 바이 노시스트 - 장 빙지안
- 붉은 수수밭 - 장이머우
- THE DISTANT TIANXIONG MOUNTAIN - MA DELIN

### 120주년을 향하여
- 벨과 세바스찬, 계속되는 모험 - 크리스찬 두가이
- 사랑의 법정 - 크리스티앙 벵상
- CROOKS IN CLOVER - 조르쥬 로트너
- 얼굴없는 눈 - 조르주 프랑주
- 프렌치 캉캉 - 장 르누아르
- 바다의 침묵 - 장 피에르 멜빌
- 소피스 미스포춘 - 크리스토프 오노레
- 21번가의 살인자 - 앙리 조르주 클루조
- 스파이 오퍼레이션 - 이브 로베르